# 20.ª Avenida Suroeste
La 20.ª Avenida Suroeste (Vigésima Avenida Suroeste) es una vía urbana localizada en el cuadrante suroeste de la ciudad de Managua, Nicaragua. Se compone de varios segmentos no conectados que atraviesan barrios residenciales e intersecciones viales de importancia, enlazando zonas como Santa Ana Sur, la Colonia Mántica, el barrio Altagracia y La Esperanza.

## Trazado
El primer segmento inicia en el norte desde la intersección con la 1.ª Avenida Noroeste en el barrio Santa Ana Sur, cruza la 6.ª Calle Suroeste y la NIC-2 en la Colonia Mántica (zona de los semáforos Las Palmas), y continúa hacia el sur atravesando los semáforos de La Racachaca en la Pista Benjamín Zeledón. Luego toma el nombre de Avenida Mariana Soditos, culminando en la 23.ª Calle Suroeste.
El segundo tramo no conectado aparece más al sur, cruzando la Pista Juan Pablo II en el barrio La Esperanza. Este segmento se desarrolla paralelamente al este del Cauce Occidental de Managua, cruzando la 45.ª Calle Suroeste, hasta culminar en la 50.ª Calle Suroeste, cerca de la Pista Suburbana.

## Intersecciones principales
- 1.ª Avenida Noroeste – Inicio del tramo norte en Santa Ana Sur
- 6.ª Calle Suroeste – Zona residencial en Colonia Mántica
- NIC-2 – Cruce en los semáforos Las Palmas
- Pista Benjamín Zeledón – Intersección en los semáforos La Racachaca
- 23.ª Calle Suroeste – Fin del primer tramo
- Pista Juan Pablo II – Cruce en el barrio La Esperanza
- 45.ª Calle Suroeste – Vía residencial intermedia
- 50.ª Calle Suroeste – Fin del segmento sur, cerca de la Pista Suburbana

## Barrios que atraviesa
- Santa Ana Sur
- Colonia Mántica
- Altagracia
- La Esperanza

## Coordenadas
12°7′45″N 86°16′8″O / 12.12917, -86.26889